# Монтепрандоне
Монтепрандоне (итал. Monteprandone) — коммуна в Италии, располагается в регионе Марке, в провинции Асколи-Пичено.
Население составляет 11379 человек (2008 г.), плотность населения составляет 418 чел./км². Занимает площадь 26 км². Почтовый индекс — 63030. Телефонный код — 0735.
Покровителем коммуны почитается святой Иаков из Марке, празднование 28 ноября.

## Демография
Динамика населения:

## Администрация коммуны
- Официальный сайт: http://www.comune.monteprandone.ap.it/